# راتلند (داکوتای شمالی)
راتلند(به انگلیسی: Rutland) شهری در ایالت داکوتای شمالی کشور ایالات متحده آمریکا است که جمعیت آن در سرشماری سال ۲۰۱۰ میلادی، ۱۶۳ نفر بوده‌است.

## نگارخانه

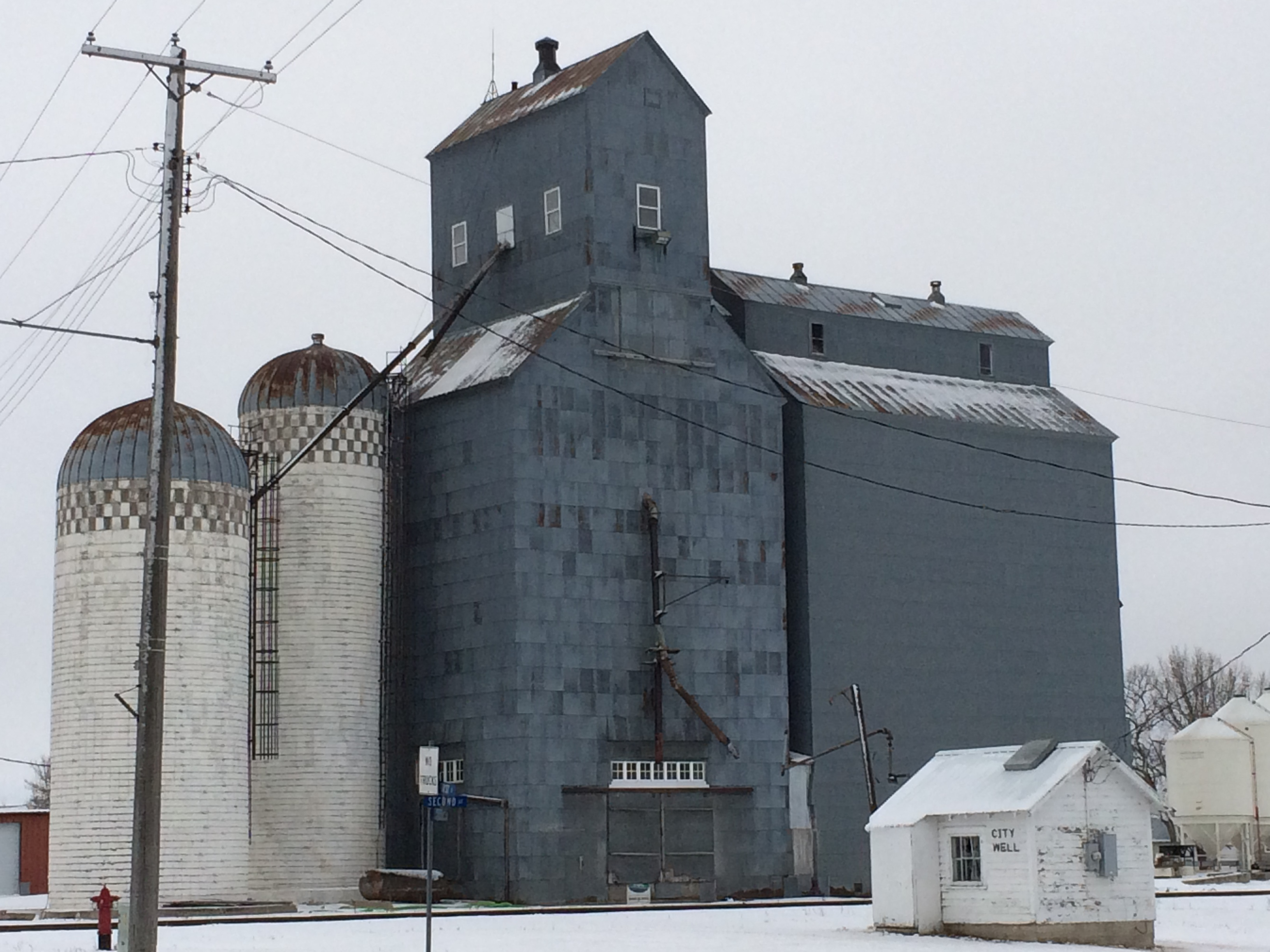
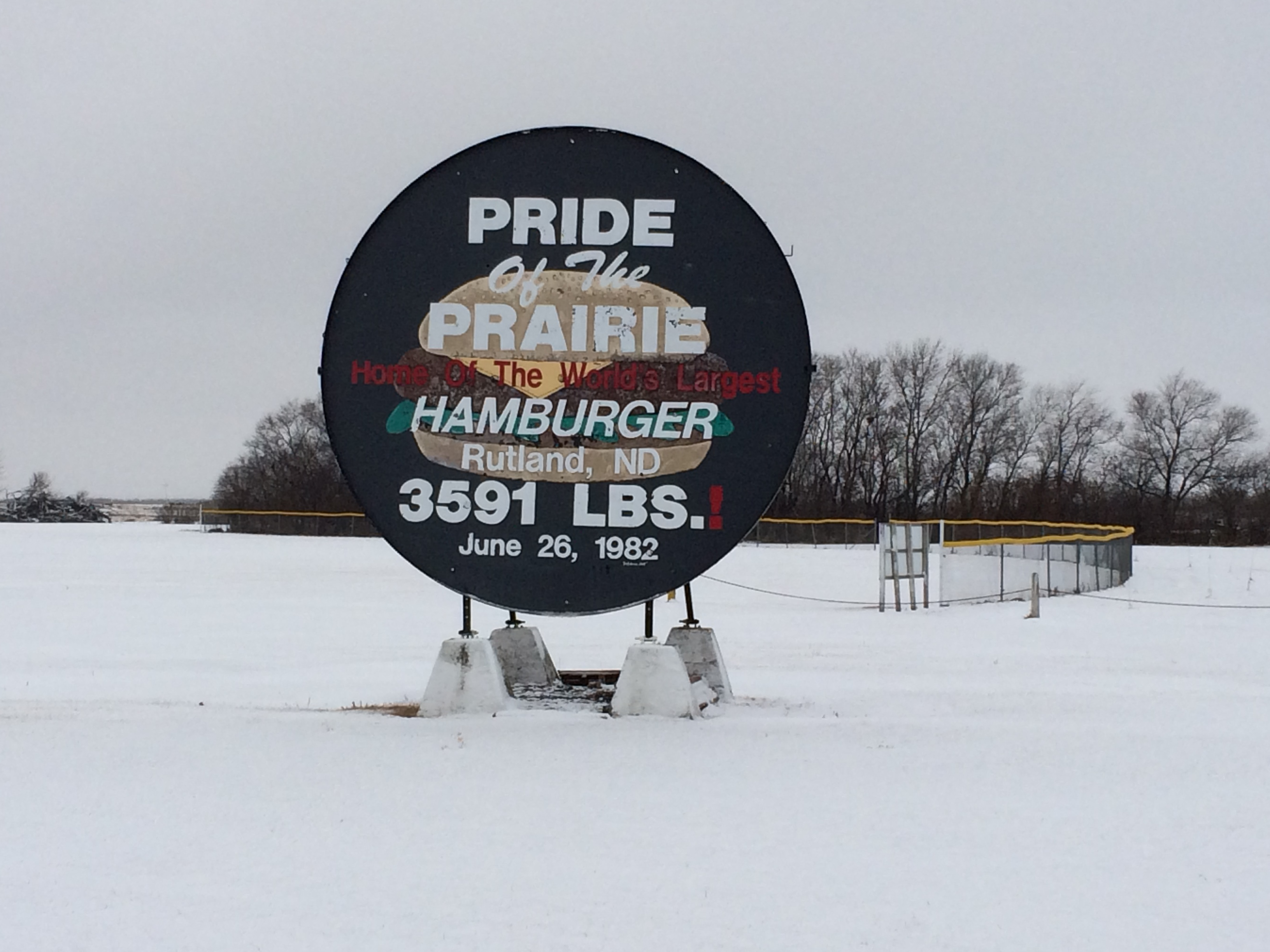